# 1984 год в СССР

## Январь
- 28 января — Катастрофа Ан-24 в Ижевске.

## Февраль
- 9 февраля — Смерть Генерального Секретаря ЦК КПСС Андропова.
- 13 февраля — После смерти Ю. В. Андропова новым Генеральным секретарём ЦК КПСС стал Константин Черненко.
- 21 февраля — военные учения «Дружба».

## Март
- 4 марта — Выборы в Верховный Совет СССР
- 20 марта — Последнее землетрясение в городе Газли, Узбекская ССР.
- 21 марта — В Японском море столкнулись советская атомная подводная лодка «К-314» и американский авианосец «Китти Хок».

## Апрель
- 20 апреля — Над Охотским морем потерпел катастрофу бомбардировщик Ту-142. Погибли все 8 членов экипажа.
- 30 апреля — в ходе крупной операции афганской войны в Панджшерском ущелье попал в засаду и понёс тяжелейшие потери 1-й батальон 682-го мотострелкового полка.

## Май
- 8 мая — СССР объявил о бойкоте летней Олимпиады 1984 в Лос-Анджелесе, США[1].
- 9 мая — Ввод в эксплуатацию Калининской АЭС[2][3]
- 25 мая — Катастрофа Ту-134 в Донецке.
- конец мая — Военные учения «Лето-84».

## Июнь
- 6 июня — советский программист Алексей Пажитнов представил компьютерную игру «Тетрис».
- 9 июня — несколько смерчей силой до F4 по шкале Фуджиты пронеслись по Московской, Тверской, Ярославской, Костромской и Ивановской областям. Есть жертвы.
- 15 июня —  1 сентября объявлено всенародным праздником — Днём знаний.

## Июль
- 17 июля — старт космического корабля Союз Т-12. Приземллся 29 июля 1984 года. Экипаж старта и посадки — Джанибеков В. А., Савицкая С. Е. и Волк И. П.
- 25 июля — первый выход женщины-космонавта в открытый космос. Светлана Савицкая вышла в открытый космос с борта орбитальной космической станции «Салют-7».

## Август
- 4 августа — Катастрофа Ан-12 под Навабшахом.
- 23 августа — в СССР Елена Боннэр, жена диссидента физика Сахарова, приговорена к пяти годам ссылки.

## Октябрь
- 11 октября — крупная авиакатастрофа в аэропорту Омска. Самолёт Ту-154 при посадке столкнулся с двумя машинами аэродромных служб. Погибли 184 человека.
- 27 октября — открыто сквозное движение по Байкало-Амурской магистрали.
- 29 октября — Фёдор Шаляпин перезахоронен на Новодевичьем кладбище.

## Ноябрь
- 17 ноября — Катастрофа Ми-8 в Сёяхе.

## Декабрь
- 4 декабря — Катастрофа Let L-410 под Костромой[4][5].
- 15 декабря — член Политбюро ЦК КПСС Михаил Горбачёв посетил Лондон, где заявил о желании СССР вести переговоры о существенном сокращении ядерных вооружений. Маргарет Тэтчер произнесла в ответ: «Мне нравится Горбачёв. Мы сможем иметь с ним дело».
- 20 декабря — смерть Устинова, министра обороны СССР
- 23 декабря — Катастрофа Ту-154 под Красноярском[6]. 110 погибших.
- 28 декабря — советская крылатая ракета упала в озеро Инариярви в финской губернии Лаппи. Финские власти обнародовали этот факт 3 января 1985 года.

## Без точных дат
- На базе Староладожского краеведческого музея, образованного в 1971 году, образован Староладожский историко-архитектурный и археологический музей-заповедник[7].
- Канонизирован князь Ростислав Мстиславич с включением его в Соборы Белорусских и Смоленских святых[8].

## В спорте
- 8—19 февраля — XIV Зимние Олимпийские игры в Сараево, Югославия. СССР заняла 2-е место, уступив ГДР.

## Умерли
- 9 февраля — Юрий Андропов, Генеральный Секретарь ЦК КПСС
- 20 декабря — Дмитрий Устинов, Министр обороны СССР